# Dylan McGowan
Dylan John McGowan (Adelaide, 6 augustus 1991) is een Australisch voetballer die doorgaans speelt als centrale verdediger. In 2017 verruilde hij Adelaide United voor Paços de Ferreira. Zijn broer Ryan is ook voetballer.

## Interlandcarrière
In 2017 maakte McGowan zijn debuut in het Australisch voetbalelftal. McGowan nam in juni 2017 met Australië deel aan de FIFA Confederations Cup in Rusland, waar in de groepsfase eenmaal werd verloren en tweemaal werd gelijkgespeeld.